# Milly-Lamartine
Milly-Lamartine este o comună în departamentul Saône-et-Loire, Franța. În 2009 avea o populație de 325 de locuitori.

## Evoluția populației
| An        | 1975 | 1982 | 1990 | 1999 | 2006 | 2009 |
| --------- | ---- | ---- | ---- | ---- | ---- | ---- |
| Populație | 188  | 206  | 273  | 305  | 304  | 325  |